# Aeroporto de Canela
Predefinição:Infobox airport
O Aeroporto de Canela (IATA: CEL, ICAO: SSCN) é o aeroporto que atende as cidades de Canela e Gramado no estado brasileiro do Rio Grande do Sul .
É operado pela Infraero .

## História
O Aeroporto de Canela possui uma história significativa na aviação da Serra Gaúcha. Fundado em 20 de março de 1950, serviu como sede do Aeroclube de Canela, desempenhando um papel essencial na formação de pilotos para a aviação civil brasileira.
Em 14 de julho de 2024, o Estado do Rio Grande do Sul assinou contrato de operação e transferiu a administração do aeroporto para  a Infraero  visando ampliar o número de voos e melhorar a infraestrutura local.
Com essas melhorias, o Aeroporto de Canela está apto a receber aeronaves da categoria 2C, como o ATR-72, que possui capacidade para até 72 passageiros.
Essas atualizações visam facilitar o acesso aéreo à Serra Gaúcha, potencializando o turismo e a economia local, além de melhorar a infraestrutura aeroportuária para garantir segurança e conforto aos usuários.
Para o futuro, estão previstos investimentos adicionais, incluindo a construção de um terminal de passageiros e áreas de embarque e desembarque, visando modernizar ainda mais o aeroporto e viabilizar sua inclusão no mapa de rotas aéreas nacionais.
A primeira etapa das reformas do Aeroporto de Canela foi inaugurada em 2 de dezembro de 2024, entre as obras realizadas, destacam-se o alargamento da pista de pouso e decolagem, que passou de 18 para 30 metros de largura, o recapeamento completo da pista com nova sinalização horizontal, além de reformas na pista de taxiamento e no pátio de aeronaves. O espaço agora conta com três posições para aviões e uma dedicada a helicópteros.
O projeto do novo terminal de passageiros foi doado pelo engenheiro gramadense Ricardo Peccin, através do escritório Casa Living e da Agência Visão.

## Companhias aéreas e destinos
Ainda não há voos regulares operando neste aeroporto.

## Acidentes e incidentes
- 22 de dezembro de 2024: um Piper PA-42 Cheyenne, registro PR-NDN, operando um voo privado, caiu após a decolagem sob forte chuva e baixa visibilidade, matando todas as 10 pessoas a bordo e ferindo 17 pessoas no solo. [5]

## Acesso
Localizado às margens da RS-235, próximo à divisa com Gramado, o aeroporto possui uma pista asfaltada de 1.260 metros de comprimento. Durante décadas, operou principalmente voos particulares, fretados e turísticos, sem rotas comerciais regulares, o aeroporto está localizado 3 quilômetros (2 mi) do centro de Canela e 8 quilômetros (5 mi) do centro de Gramado.